# 大摩羅蟹
大摩羅蟹（学名：Moloha majora）为人面蟹科摩羅蟹屬下的一个种。